# Megachile trapezicauda
Megachile trapezicauda är en biart som beskrevs av Pasteels 1965. Megachile trapezicauda ingår i släktet tapetserarbin, och familjen buksamlarbin. Inga underarter finns listade i Catalogue of Life.